# 浅沼清太郎
浅沼 清太郎（あさぬま せいたろう、1920年〈大正9年〉12月2日 - 2011年〈平成23年〉11月30日）は、日本の内務・警察官僚。元警察庁長官。神奈川県出身。

## 来歴
旧制一高を経て東京帝大法学部を卒業後、内務省に入省。東京府属。内閣総理大臣秘書官、警察庁長官官房長、大阪府警察本部長、警察庁警務局長、警察庁次長を経て、1974年（昭和49年）警察庁長官に就任。
1978年（昭和53年）に退官し、1979年（昭和54年）から1987年（昭和62年）まで阪神高速道路公団理事長。その他に日本交通管理技術協会会長、都市交通問題調査会理事長、関西空港調査会理事長、民主主義研究会会長等を務めた。

## 人物評
警察庁長官時代の部下である佐々淳行からの評価は芳しいものではなく、「重大事件が起きるとすぐ入院してしまう」「入院手術が近いのを言わずに長官就任を受諾、就任早々に入院しているときに大事件が発生し町村金五国家公安委員長が『昔の内務省の常識でいうとそういうときは就任を辞退すべきだった』と批判していた」など厳しく批判しており、警備局長時代の浅沼についても、ストレス解消のためのブラック・ジョークにも小言を挟んでくる浅沼に辟易した局員らが「お茶に睡眠剤を入れてのませ、眠って頂いた」としている。

## 略歴
- 1942年（昭和17年）9月 東京帝国大学法学部政治学科卒業[6]
- 1942年（昭和17年）9月 内務省入省[6]
- 1949年（昭和24年）11月24日 国家地方警察本部警備部警ら交通課
- 1955年（昭和30年）8月1日 警察参事官
- 1960年（昭和35年）7月21日 内閣総理大臣秘書官
- 1963年（昭和38年）5月31日 警察庁長官官房会計課長
- 1965年（昭和40年）3月12日 警察庁警務局人事課長
- 1966年（昭和41年）11月11日 警察庁長官官房長
- 1969年（昭和44年）8月30日 大阪府警察本部長
- 1971年（昭和46年）1月22日 警察庁警務局長
- 1972年（昭和47年）6月24日 警察庁次長
- 1974年（昭和49年）10月9日 警察庁長官
- 1978年（昭和53年）6月1日 成田空港管制塔占拠事件の責任をとり、辞職[1]
- 1979年（昭和54年）2月13日 阪神高速道路公団理事長[1]
- 1982年（昭和57年）5月1日 同再任
- 1986年（昭和61年）5月1日 同再任
- 1987年（昭和62年）2月12日 同退任
- 1989年（平成元年） 大阪港埠頭公社理事長[1]
- 2011年（平成23年）11月30日 死去。享年90[1]。正四位瑞宝重光章 叙位叙勲[7]